# Powiat Vezia
Vezia (wł. Circolo di Vezia) – powiat w Szwajcarii, w kantonie Ticino, w okręgu Lugano. Siedziba administracyjna powiatu znajduje się w miejscowości Vezia. 
Powiat składa się z dziesięciu gmin (comune) o powierzchni 12,31 km² i o liczbie mieszkańców 22 646.

## Gminy
| Nazwa gminy | Liczba mieszkańców 31 grudnia 2021 | Powierzchnia km² |
| ----------- | ---------------------------------- | ---------------- |
| Cadempino   | 1 508                              | 0,76             |
| Canobbio    | 2 320                              | 1,28             |
| Comano      | 2 120                              | 2,06             |
| Cureglia    | 1 432                              | 1,06             |
| Lamone      | 1 707                              | 1,86             |
| Massagno    | 6 426                              | 0,74             |
| Porza       | 1 615                              | 1,56             |
| Savosa      | 2 183                              | 0,75             |
| Sorengo     | 1 980                              | 0,85             |
| Vezia       | 1 909                              | 1,39             |